# Пеканка, Бригитта
Бригитта Пеканка (в замужестве — Зеди; нем. Brigitta Pecanka (Sedy); род. 25 февраля 1959, Вена) — австрийская хоккеистка на траве, полевой игрок; судья. Участница летних Олимпийских игр 1980 года.

## Биография
Бригитта Пеканка родилась 25 февраля 1959 года в австрийском городе Вена.
Играла в хоккей на траве за венский «Пост».
В 1980 году вошла в состав женской сборной Австрии по хоккею на траве на летних Олимпийских играх в Москве. Играла в поле, провела 5 матчей, мячей не забивала.
После окончания выступлений стала судьёй. На протяжении многих лет входит в число менеджеров судей Международной федерации хоккея на траве. Представитель судейского корпуса Австрийской ассоциации хоккея на траве, руководитель программы подготовки судей.

## Семья
Отец — Йозеф Пеканка (1925—2015), германский и австрийский хоккеист на траве и футболист, тренер по футболу и хоккею на траве. Участник летних Олимпийских игр 1948 и 1952 годов как игрок, летних Олимпийских игр 1980 года как тренер.
Дядя — Алоис Пеканка (1927—2018), австрийский футболист и хоккеист.
Дядя — Роберт Пеканка (1930—2013), австрийский хоккеист на траве, футболист и теннисист. Участник летних Олимпийских игр 1952 года.
Старшая сестра — Элеонора Пеканка (в замужестве — Бендлингер; род. 1956), австрийская хоккеистка на траве. Участница летних Олимпийских игр 1980 года.